# 一之江村
一之江村（いちのえむら）とは、東京府南葛飾郡にかつて存在した村である。現在の江戸川区の東部に位置していた。江戸川区の地名として現存する。

## 沿革
- 1889年（明治22年）5月1日 - 町村制施行に伴い、東一ノ江村、新堀村、一ノ江新田の全域と、以下の2村の各一部が合併して発足（カッコ内は残部の編入先）。
  - 谷河内村（鹿本村）
  - 鹿骨村（鹿本村、篠崎村）
- 1932年（昭和7年）10月1日 - 瑞穂村と合併して瑞江村を新設。一之江村消滅。
- 1932年（昭和7年）10月1日 - 南葛飾郡全域が東京市に編入。瑞江村の区域は江戸川区となる。

## 交通

### 鉄道
- 東京都電車（廃線）
  - 一之江線

## 現在の地名
- 新堀、一之江、一之江町、大杉一丁目、二丁目、三丁目、船堀七丁目（いずれも大体の範囲）